# Radosveta Teneva
Radosveta Teneva est une ancienne joueuse bulgare de volley-ball née le  21 novembre 1980 à Etropole. Elle mesure 1,83 m et jouait au poste de réceptionneuse-attaquante. Elle a totalisé 5 sélections en équipe de Bulgarie.

## Clubs
| Club                | De        | À         |
| ------------------- | --------- | --------- |
| VK Maritsa Plovdiv  | 1995-1996 | 1999-2000 |
| AIAS Evousmos       | 2000-2001 | 2001-2002 |
| FC Vrilissia        | 2002-2003 | 2002-2003 |
| Levski Sofia        | 2003-2004 | 2003-2004 |
| AIAS Evousmos       | 2004-2005 | 2004-2005 |
| Emlak TOKİ Ankara   | 2005-2006 | 2005-2006 |
| Fenerbahçe İstanbul | 2006-2006 | 2006-2006 |
| Arzano Volley       | 2006-2007 | 2006-2007 |
| Olympiakos Le Pirée | 2007-2008 | 2007-2008 |
| Panellinios Athènes | 2008-2009 | 2008-2009 |
| Olympiakos Le Pirée | 2009-2010 | 2009-2010 |
| MKE Ankaragücü      | 2010-2011 | 2010-2011 |
| Olympiakos Le Pirée | 2011-2012 | 2013-2014 |
| AO Thiras           | 2014-2015 | 2014-2015 |
| VK Maritsa Plovdiv  | 2015-2016 | 2017-2018 |

## Palmarès
- Championnat de Grèce
  - Vainqueur : 2013, 2014.
- Coupe de Grèce
  - Vainqueur : 2012, 2013.
- Supercoupe de Bulgarie
  - Vainqueur : 2015.
- Championnat de Bulgarie
  - Vainqueur : 2016, 2017, 2018.
- Coupe de Bulgarie
  - Vainqueur : 2017, 2018.
  - Finaliste : 2016.